# Дровоколы

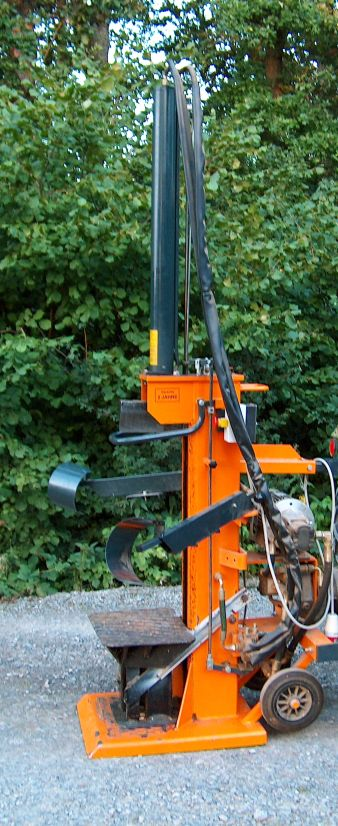
Вертикальный дровокол.

Дровоко́л (англ. logsplitter, log splitter) — станок, предназначенный для заготовки дров. 
В других источниках указано что Дровенщи́к (м., сиб.) дровору́б, дровоко́л, дровосе́к, кто рубит лес с корня, рабочий для рубки леса, дров в лесу. || Дроворуб и дроворубка, производство работы этой, рубка; || место, где в лесу идет рубка и складка дров. Существует несколько значений слова «дровокол» (см. выше), в том числе и профессия «дровокол», кольщик, однако в данной статье рассматривается только оборудование.

## История
В период развития человечества с наступлением эры механизации, автоматизации и электрификации, ручной труд и труд животных стали заменяться механизмами, в том числе и для колки дров. 
Дровоколами также зачастую называются дровокольными станками, колунами, станками для колки дров.

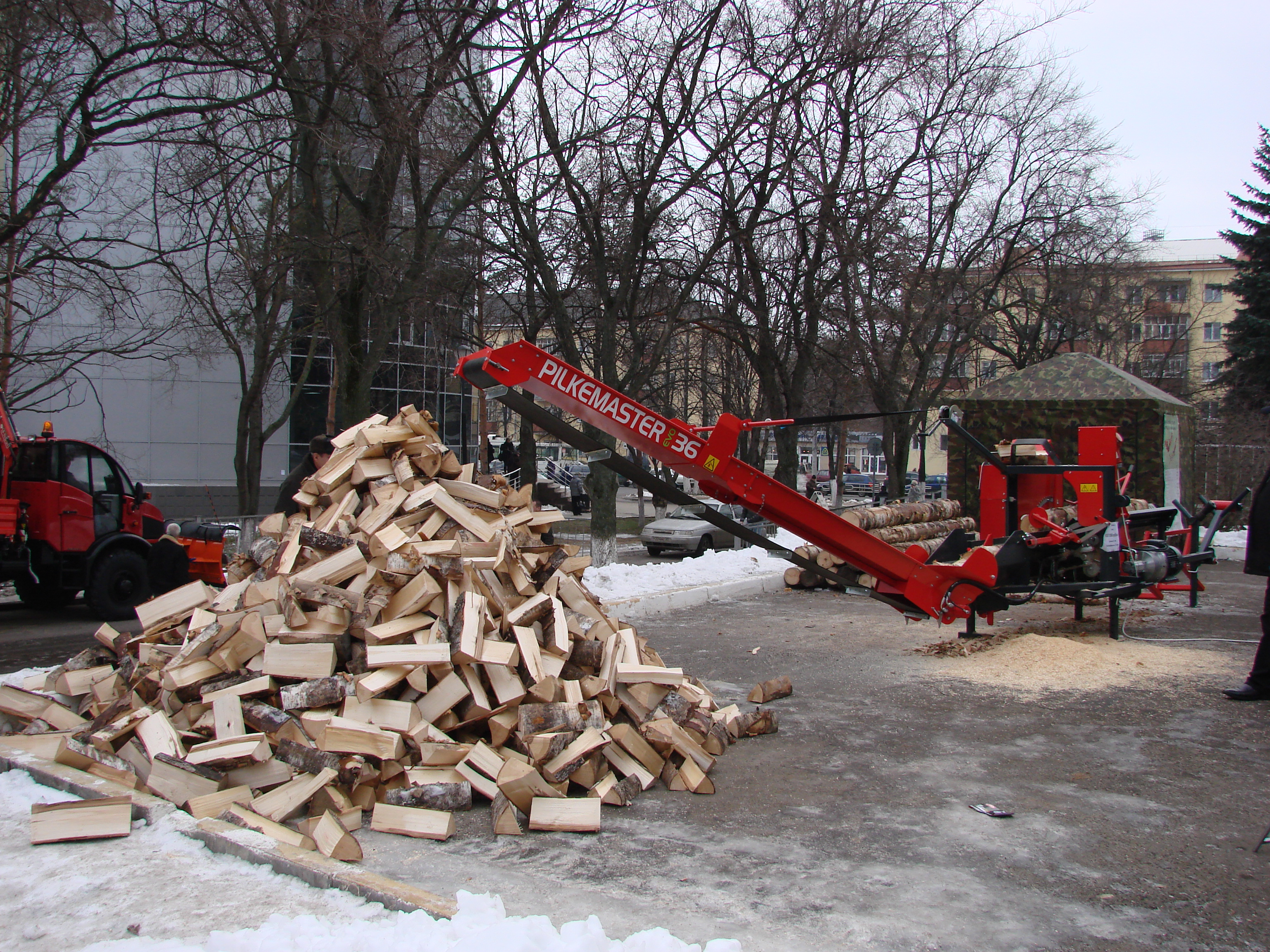
Дровокольный станок.

Наиболее часто в Интернете встречается следующее разделение:
- дровокол, колун — станок, выполняющий только раскол древесины;
- дровокольный станок — станок, выполняющий и торцовку, и раскол на поленья.

Станки разделяют на профессиональные и бытовые. Профессиональные могут стоить в несколько раз или во много раз дороже.
Для раскола станки используют различный принцип работы.
- дровокол механический не использует двигатель, разрубание достигается за счет эффективного распределения мышечных усилий. Такой дровокол подходит только для приусадебного участка и не пригоден для рубки дров в промышленных масштабах;
- дровокол конусный, винтовой в качестве рабочего инструмента используется конус «шуруп», который, «всверливаясь» в заготовку (в чурку) со стороны коры, раскалывает её на части (на поленья);
- дровокол реечный (инерционный, электромеханический) раскалывает поленья вдоль волокон. Чурку устанавливают лежа между заостренным колуном и наконечником зубчатой рейки. Потянув ручку, оператор инициирует удар наконечника рейки по торцу бревна и оно раскалывается о колун. Колун может разделять чурку на 2,4 и больше частей за один удар;
- дровокол гидравлический работает по принципу реечного, но привод работает от гидронасоса, и рассчитан на большие, сучковатые чурбаки.

Наибольшую популярность среди дачников и небольших заготовщиков дров, получил конусный (винтовой) дровокол. Связано это с доступностью деталей и простотой конструкции конусных дровоколов. Каждый дачник может приобрести детали для самостоятельной сборки и собрать свой собственный дровокол. Для этого достаточно конуса «морковки», и привода, который будет вворачивать этот конус. Приводом служит в основном электродвигатель. Некоторые умельцы используют привод от колеса машины, приварив конус через трубу к ступице колеса.
Реечные дровоколы ещё называют инерционными, так как для раскалывания бревна они применяют на не усилие от двигателя, а инерцию раскрученных маховиков. Это позволяет эффективно рубить дрова на станке с мотором небольшой мощности. Предельные размеры брёвен для реечных дровоколов — 50 см по диаметру и 60 см по длине. Более крупные бревна тяжело укладывать на стол, поэтому их обычно распиливают перед установкой на любой дровокол. Цикл раскола бревна у инерционных станков составляет 1,5 секунды, поэтому с их помощью складометр дров можно разрубить за 10 минут. При этом реечные разновидности дровоколов признаны самыми безопасными. В отличие от конусных (винтовых) моделей, инерционные не вырывают бревно из рук, риск травматизма практически отсутствует.
Огромное распространение среди крупных, промышленных заготовщиков дров также получили станки, в основе которых лежит гидравлический цилиндр. Усилие цилиндра в бытовых моделях составляет, как правило, до 3—4 тонн. Усилие цилиндра профессиональных станков составляет от 5,6 тонн, достаточно часто встречаются станки с усилием цилиндра 7 т и более (удавалось обнаружить в Интернете станки с усилием цилиндра 28 тонн). Многие дровоколы в состоянии расколоть древесину диаметром до 50 см. Из недостатков гидравлических дровоколов можно выделить сложность в изготовлении, плохую ремонтопригодность и медленную работу. Зато небольшой гидравлический дровокол китайского производства может позволить себе среднестатистическая семья. Промышленные же модели гидравлических дровоколов стоят намного дороже винтовых и реечных аналогов с той же производительностью.
Дровоколы классифицируют по различным признакам.
По расположению бревна:
- горизонтальные. Бревно укладывается в горизонтальный жёлоб и толкается в направлении ножа, либо бревно лежит неподвижно в жёлобе, нож движется на него. Также встречаются станки, сочетающие в себе оба эти варианта.
- вертикальные. Бревно устанавливается вертикально, сверху на него толкается нож (при помощи гидроцилиндра). КПД данных станков выше, нежели у горизонтальных, поскольку бревно во время раскола не движется и не создает дополнительного трения. Однако при работе с криво отпиленными чурбаками (как это часто происходит в России) приходится удерживать их вручную, что ведет к нарушениям техники безопасности.

По типу привода:
- привод от электродвигателя
- привод от бензинового двигателя
- привод от трактора (от вала отбора мощности либо от гидросистемы)
- с комбинированным приводом.

Промышленные дровоколы с электродвигателем используют, как правило, двигатель на 380 В или 220 В мощностью от 3 кВт.
Оборудование нельзя назвать распространенным. Информация о станках исходит от производителей и/или поставщиков.